# Aoteadrillia bulbacea
Aoteadrillia bulbacea is een slakkensoort uit de familie van de Horaiclavidae. De wetenschappelijke naam van de soort is voor het eerst geldig gepubliceerd in 1881 door Watson.